# Långtjärnen (Byske socken, Västerbotten)
Långtjärnen är en sjö i Skellefteå kommun i Västerbotten och ingår i Jävreåns huvudavrinningsområde.